# ریزپرز
ریزپُرز (به انگلیسی: جمع: microvilli، مفرد: microvillus) برآمدگی‌های غشای سلولی میکروسکوپی هستند که سطح را برای انتشار افزایش می‌دهند و هرگونه افزایش حجم را به حداقل می‌رسانند، و در کارکردهای متنوعی از جمله جذب، ترشح، چسبندگی سلولی و انتقال مکانیکی نقش دارند.